# Берегуля Андрій Володимирович
Андрій Володимирович Берегуля (нар. 3 лютого 1977, Миколаїв, УРСР) — український та російський футболіст, захисник аматорського колективу «Орбіта» (Красногвардійське).

## Життєпис
Першою дорослою командою Андрія став СК «Миколаїв», де він провів три роки (1995-1998). Дебют у вищій лізі відбувся 19 червня 1995 року в матчі з запорізьким «Металургом» — 3:2. У тому сезоні Берегуля був наймолодшими гравцем у складі «корабелів». За три роки, проведених в команді, Берегулі не вдалося стати повноцінним гравцем основного складу — зіграв всього три матчі. Кар'єру продовжив у другій лізі в командах «Титан» (Армянськ), «Олімпія ФК АЕС» (Южноукраїнськ), «Чорноморець» (Севастополь).
Два сезони зіграв у вищому дивізіоні Молдови за «Агро». У цей період в команді виступав також знайомий Андрію по «Миколаєву» Овік Галстян.
З 2002 року грав в аматорських колективах «Колос» (Степове), «Орбіта-Наша Ряба» (Красногвардійське), «Колос» (Хлібодарівка). Після окупації Криму російськими військами отримав російське громадянство. Пішов на співпрацю з окупантами та місцевими колаборантами, грав за місцевий футзальний клуб «Кримський Титан» та фк «Істочноє». У сезоні 2018/19 років виступав за аматорську «Алушту», а починаючи з сезону 2019/20 років захищає кольори «Орбіти» (Красногвардійське).